# Domenico D'Alberto
Domenico D'Alberto (Budapest, 1º febbraio 1907 – Budapest, 1º dicembre 1968) è stato un calciatore ungherese naturalizzato italiano, di ruolo attaccante.

## Caratteristiche tecniche
Mancino, fisicamente brevilineo e molto agile, era dotato di un ottimo bagaglio tecnico (che gli consentiva di effettuare numerosi assist per i compagni di squadra) e di un buon tiro.

## Carriera

### Club

#### Gli inizi e le stagioni al Cagliari
Nato a Budapest ma italiano d'origine, iniziò a giocare a calcio nel Maglód e vi rimase fino al 1931, anno del suo passaggio al Cagliari, al tempo militante in Serie B.
Nella prima stagione con i sardi fu guidato da Ernő Erbstein, che lo volle fortemente in squadra per aumentarne il potenziale offensivo; per lo stesso motivo fu acquistato dal Legnano il centravanti Rodolfo Ostromann, con cui D'Alberto formò la coppia d'attacco titolare. L'ungherese siglò sei reti in 29 gare offrendo numerosi assist al compagno di reparto, che siglò undici gol nella sua unica stagione in Sardegna.
Nella stagione successiva, che vide la cessione di Ostromann, Erbstein lasciò la panchina a András Kuttik e D'Alberto divenne il principale punto di riferimento dell'attacco cagliaritano: segnò infatti undici marcature in 31 incontri, risultando il capocannoniere della squadra, tra cui un'importante tripletta nella gara vinta 3-0 contro la Serenissima il 4 giugno 1933. L'anno successivo invece fu il peggiore dal punto di vista realizzativo, con due gol realizzati in 23 gare di campionato, con la squadra che terminò penultima ed evitò la retrocessione solo tramite ripescaggio.
Il 1934-1935 vide l'arrivo in Sardegna del centravanti Otello Subinaghi dal Modena: con l'attaccante lodigiano l'intesa fu ottima, dato che l'attacco formato dai due mise a segno 27 reti (15 per il nuovo acquisto e 12 per l'italo-ungherese) con D'Alberto che mise a referto 25 presenze.

#### L'arrivo in Serie A e la fine della carriera
La coppia fu acquistata dalla Roma, inizialmente come riserva dei titolari oriundi Enrique Guaita e Alejandro Scopelli, fino alla "fuga" dei due (insieme con l'altro compagno di squadra Andrés Stagnaro, anch'egli oriundo) per evitare la chiamata alle armi per la Guerra d'Etiopia: l'italo-ungherese si ritrovò quindi, di colpo, titolare della formazione capitolina, esordendo in Serie A il 22 settembre 1935 in Roma-Torino 1-0, gara nella quale mise a segno il gol della vittoria. Nella sua prima stagione con i giallorossi marcò in totale quattro reti in 16 gare, giocando spesso fuori ruolo, con la squadra che finì seconda ad un punto dalla prima, il Bologna.
L'anno dopo riuscì a giocare con maggiore continuità: le sue presenze salirono a 28 e i gol a sette, ma la squadra non riuscì a ripetere il buon campionato giocato la stagione precedente. D'Alberto fu quindi ceduto alla Lucchese, sempre in Serie A, dove giocò sei gare siglando una rete, prima di chiudere la sua carriera nel calcio giocato.